# Николай Кънчев (писател)
Вижте пояснителната страница за други личности с името Николай Кънчев.
Николай Христов Кънчев е български поет и един от значимите преводачи на поезия на български език. През последните години той е един от най-превежданите български поети и един от съвременните учители за българските млади поети.

## Биография
Роден е на 25 ноември 1936 г. в село Бяла вода, област Плевен. Следва българска филология в Софийския университет.
Съпруга на Кънчев е поетесата и преводачка Федя Филкова.
Умира на 9 октомври 2007 г. в София от хеморагичен мозъчен инсулт. Погребан е в Централните софийски гробища.

## Творчество
От 1957 г. публикува свои оригинални и преводни поетически произведения. Първата му стихосбирка, „Присъствие“, излиза през 1965 г.
Превежда от английски, френски, сръбски и други езици. Сред преведените от него поети и писатели се открояват имената на Душан Матич, Миодраг Павлович, Иван Лалич, Йован Христич, Бранко Милкович, Ив Бонфоа, Анри Мишо, Йожен Гийвик, Генадий Айги, Мишел Деги, Бернар Ноел, Жак Реда, Клод Мишел Кюни, Клод Естебан, Андре Велтер, Кенет Уайт, Езра Паунд, Уилям Карлос Уилямс, Е. Е. Къмингс, Чеслав Милош, Збигнев Херберт, Адам Загаевски и др.
В своята поезия Кънчев изразява духовния опит на модерния човек в свят на насилие и дехуманизирани човешки отношения и утвърждава морални и естетически ценности „от най-дълбоките битийни извори“ и „поставя в нов и парадоксален образен и изразен контекст апофтегмагични фрази от Библията и митологията, фолклора и източните философия“.

## Признание и награди
- Носител на националната литературна награда „Пеньо Пенев“ (2000).[9]
- Носител на националната награда за поезия „Иван Николов“ (2000).[10]
- През 2001 г. е избран за член на Световната академия на поезията.

## Памет
В началото на декември 2006 г. департамент Нова българистика към Нов български университет организира Национална научна конференция „Николай Кънчев в българската литература и култура“.
През 2012 г. съпругата на поета Федя Филкова учредява наградата за поезия „Николай Кънчев“, която се присъжда ежегодно.
През април 2016 г. департамент Нова българистика към Нов български университет организира „Юбилейни четения по случай 80 години от рождението на Николай Кънчев (1936 – 2007)“.

### Поезия
- „Присъствие“ (1965)
- „Колкото синапеното зърно“ (1968)
- „Послание от пешеходец“ (1980)
- „Осланям се на маранята“ (1981)
- „Нощен пазач на зората“ (1983)
- „Лайкучката не хапе, а ухае“ (1984)
- „Вълни на вероятността“ (1985)
- „Редом с всички мигове“ (1986)
- „Със слънце на сърцето“ (1988)
- „Времето, раздадено на всички“ (1989)
- „В гората има някой“ (1990)
- „И междуочието да прогледа“ (1991)
- „Отпечатъци от пръстите на Йети“ (1992)
- „Балът на невинните“ (1992)
- „Вятърът отнася мойта шапка“ (1993)
- „Тополи за наколни жилища в небето“ (1993)
- „Бялата акация от Бяла черква“ (1994)
- „В бялото пространство на безкрая“ (1994)
- „В полета на препарираната птица“ (1995)
- „Под шатъра на жреца“ (1996)
- „Галактизиране на празнотата“ (1996)
- „Чайлд Харолд далеч по-късно“ (1997; 2004)
- „Усмивката на Сфинкса“ (1998)
- „Пътуването на Митаря“ (2000)
- „С яка от камък, воденичен камък“ (2003)
- „Избрани стихотворения 1965 – 2005“ (2006)
- „Вятърът прелиства календар без дати“ (2007)
- „Първи и последни стихотворения“ (2015)

### Преводи
- „Антология на грузинската поезия“
- „Петима съвременни френски поети: Ив Бонфоа, Андре дю Буше, Жак Дюпен, Мишел Деги, Клод Естебан“. София: Народна култура, 1982, 270 с.
- „Петима съвременни сръбски поети: Душан Матич, Миодраг Павлович, Иван Лалич, Йован Христич и Бранко Милкович“
- Кенет Уайт, „Големият бряг“. Варна: Георги Бакалов, 1985, 206 с.
- Кенет Уайт, „Синият път“. София: Профиздат, 1988, 149 с.
- Ив Бонфоа / Бернар Ноел, „Един сън в Мантуа / Среща по средата на моста“. София: Наука и изкуство, 1989, 116 с.
- Езра Паунд. „Избрани стихотворения“. Велико Търново: Слово, 1993, библ. Модерни поети, № 1
- Уилям Карлос Уилямс. „Избрани стихотворения“. Велико Търново: Слово, 1993, библ. Модерни поети, № 2
- Е. Е. Къмингс. „Избрани стихотворения“. Велико Търново: Слово, 1993, библ. Модерни поети, № 3
- Ив Бонфоа, „Избрани стихотворения и проза“. София: УИ „Св. Климент Охридски“, 1994, 199 с.
- Кенет Уайт, „Избрани стихотворения“. София: Знак, 1995, 142 с.
- Мишел Деги, „На това, което няма край“. София: Издателско ателие Аб, 1995, 138 с.
- Генадий Айги. „Стихотворения“. София: Христо Ботев, 1995, 120 с. (ISBN 954-445-396-2)
- „Трима полски поети: Чеслав Милош, Збигнев Херберт, Адам Загаевски“. София: Аб, 1997.
- Жак Реда, „Амин. Речитатив. Центрофуга“. София: Аура, 2000, 94 с.

### За него
- Николай Кънчев в българската литература и култура. Изследвания, статии, есета. Съставител Пламен Дойнов. Библиотека „Личности“. Книга първа. С.: Кралица Маб, 2008 (ISBN 978-954-533-088-9)
- Пламен Дойнов, Името на поезията: Николай Кънчев. София: Кралица Маб, 2016, 232 с. (ISBN 978-954-533-153-4)
- Марин Георгиев, Звезден пратеник: Николай Кънчев и българската поезия, София: „Литературен форум“ и „Нов Златорог“, 2016, 324 с. (ISBN 978-954-740-095-5)
- „Написаното с перо от ангел е завинаги“ (2018) - документален филм, режисьор и сценарист Чарли Илиев